# C2 – Killerinsekt
C2 – Killerinsekt (englisch Ticks ‚Zecken‘) ist ein US-amerikanischer Direct-to-Video-Horrorfilm von Tony Randel aus dem Jahr 1993. Er feierte seine Premiere in Deutschland auf dem 7. Fantasy Filmfest und wurde ab dem 7. Oktober 1993 auf VHS vermarktet.

## Handlung
Betreut von den Therapeuten Charles und Holly machen einige Jugendliche einen Ausflug in die Wälder Kaliforniens. Als der Hund der Gruppe stirbt, lassen sie ihn untersuchen und stellen fest, dass der Hund von einer übergroßen Zecke angegriffen worden war. Es stellt sich heraus, dass Pestizide, die Marihuanabauern in der Gegend verwenden, der Grund für das rasche Wachstumsverhalten sind. In der Folge machen die bösartigen Zecken Jagd auf die Jugendlichen und ihre Begleiter, die sich am Ende aber in ein Auto retten können und den Wald verlassen.

## Rezeption
C2 – Killerinsekt erhielt ein durchwachsenes Presseecho, was sich auch in den Auswertungen US-amerikanischer Aggregatoren widerspiegelt. So erfasst Rotten Tomatoes 71 % wohlwollende Besprechungen und ordnet den Film dementsprechend als „Frisch“ ein. Allerdings errechnet Metacritic eine „Gemischte oder Durchschnittliche“ Durchschnittswertung von 43/100 Punkten.
Die TV Spielfilm meinte, das „gute alte Gänsehautrezept und wohldosierte Selbstironie machen die preiswerte Produktion zum Horrorgeheimtipp.“ Das Lexikon des internationalen Films spricht von „[s]pannende[r] Unterhaltung“, weist dabei allerdings auf die „kraß ausgespielten Spezialeffekte“ hin. Benjamin Falk von zelluloid.de  hob die sympathischen Figuren und das hohe Erzähltempo hervor. Insgesamt sei der Film „weitestgehend konventionell und vorhersehbar, aber das ist alles solide geschrieben und macht deshalb auch Spaß.“

## Belege
1. 1 2  C 2 – Killerinsect. In: Lexikon des internationalen Films. Filmdienst, abgerufen am 28. September 2018.
2. ↑  https://fantasyfilmfest.com/wp-content/uploads/2022/08/fantasyfilmfest1993.pdf
3. ↑  C2 – Killerinsekt. In: Rotten Tomatoes. Fandango, abgerufen am 27. Dezember 2024 (englisch, aggregiert aus 7 Kritiken).
4. ↑  C2 – Killerinsekt. In: Metacritic. Abgerufen am 27. Dezember 2024 (englisch, aggregiert aus 5 Kritiken).
5. ↑  C2 – Killerinsekt. In: TV Spielfilm. Abgerufen am 23. Februar 2024.
6. ↑  Benjamin Falk: C2 – Killerinsect. In: Zelluloid.de. 13. August 2011, archiviert vom Original am 4. März 2016; abgerufen am 29. September 2018 (Wertung 70 %).

- Weitere Filmlinks:
- IMDb: Link |
- OFDb: Link |
- Cinema: Link |
- Schnittberichte: Link |
- Synchronkartei: Link |
- TMDb: Link |
- Letterboxd: Link |
- Moviepilot: Link |
- bearbeiten